# Vicariato apostólico de Asmara
El vicariato apostólico de Asmara (en latín: Vicariatus Apostolicus Asmarensis Latinorum y en italiano: Vicariato apostolico di Asmara) fue una circunscripción eclesiástica de la Iglesia católica en Eritrea. Se trataba de un vicariato apostólico latino, inmediatamente sujeto a la Santa Sede, suprimido el 21 de diciembre de 1995 o antes.

## Territorio y organización
El vicariato apostólico tenía 120 000 km² extendía su jurisdicción sobre los fieles católicos de rito latino (y los ghe'ez hasta 1930) residentes en Eritrea.
La sede del vicariato apostólico se encontraba en la ciudad de Asmara, en donde se halla la Catedral de la Virgen del Rosario, construida en 1923 y que hoy es una parroquia de la archieparquía de Asmara.
En 1990 en el vicariato apostólico existían 19 parroquias.

## Historia
La prefectura apostólica de Eritrea fue erigida el 13 de septiembre de 1894 mediante el decreto Ut saluti animarum de la Congregación de Propaganda Fide, derivando su territorio del vicariato apostólico de África Central (hoy arquidiócesis de Jartum); La sede del nuevo distrito fue la ciudad de Keren, anteriormente sede del vicario apostólico de Abisinia, a quien se le permitió permanecer en la misma ciudad por un corto tiempo.
El 7 de febrero de 1911 la prefectura apostólica fue elevada a vicariato apostólico mediante el breve Ecclesiarum omnium del papa Pío X.
El 7 de marzo de 1928 el vicariato apostólico fue puesto, junto con el de Abisinia, bajo la jurisdicción del delegado apostólico (representante papal) de Egipto y Arabia mediante el breve Romanorum Pontificum del papa Pío XI.
El 4 de julio de 1930 cedió la jurisdicción sobre los fieles de rito etíope al ordinariato de Eritrea (hoy archieparquía de Asmara). De esta manera, el vicariato apostólico de Eritrea mantuvo su jurisdicción únicamente sobre los fieles de rito latino .
El 25 de marzo de 1937 amplió su territorio con la región de Dancalia, que pertenecía al vicariato apostólico de Abisinia, que fue simultáneamente suprimido.
Aunque a principios de la década de 1940 casi el 28% de la población de la Eritrea italiana era católica, mayoritariamente italiana y de la Iglesia latina, se produjo un pronunciado descenso en el número de italianos presentes tras el fin de la Segunda Guerra Mundial, cuando Eritrea se encontraba inicialmente bajo administración militar británica. El censo británico de 1949 mostró que Asmara, la capital, tenía solo 17 183 italianos de una población total de 127 579 habitantes. La salida de los italianos se aceleró aún más cuando Eritrea quedó bajo la autoridad de Etiopía a finales de 1950. El vicariato apostólico, que anteriormente tenía bajo su jurisdicción a la gran mayoría de los católicos de Eritrea, pasó a ser menos importante numéricamente que el creciente ordinariato.
El 25 de julio de 1959 tomó el nombre de vicariato apostólico de Asmara.
El vicariato apostólico, vacante desde el 12 de junio de 1971, fue suprimido el 21 de diciembre de 1995 y los fieles de rito latino fueron confiados a las eparquías de rito etíope de Asmara, Barentu y de Keren.

## Estadísticas
Según el Anuario Pontificio 1991 el vicariato apostólico tenía a fines de 1990 un total de 29 622 fieles bautizados.
| Año                                                                             | Población | Población | Población      | Sacerdotes | Sacerdotes | Sacerdotes | Católicos por sacerdote | Diáconos permanentes | Religiosos | Religiosos | Parroquias y cuasiparroquias |
| Año                                                                             | Católicos | Total     | % de católicos | Total      | Diocesanos | Regulares  | Católicos por sacerdote | Diáconos permanentes | Masculinos | Femeninos  | Parroquias y cuasiparroquias |
| ------------------------------------------------------------------------------- | --------- | --------- | -------------- | ---------- | ---------- | ---------- | ----------------------- | -------------------- | ---------- | ---------- | ---------------------------- |
| Vicariato apostólico de Eritrea                                                 |           |           |                |            |            |            |                         |                      |            |            |                              |
| 1950                                                                            | 47 000    | 900 000   | 5.2            |            |            |            |                         |                      | 86         | 261        | 11                           |
| Vicariato apostólico de Asmara                                                  |           |           |                |            |            |            |                         |                      |            |            |                              |
| 1970                                                                            | 80 000    | 1 500 000 | 5.3            | 73         |            | 73         | 1095                    |                      | 95         | 397        |                              |
| 1980                                                                            | 21 000    | 1 500 000 | 1.4            | 99         |            | 99         | 212                     |                      | 172        | 356        | 19                           |
| 1990                                                                            | 29 622    | 2 300 000 | 1.3            | 41         |            | 41         | 722                     |                      | 56         | 120        | 19                           |
| Fuente: Catholic-Hierarchy, que a su vez toma los datos del Anuario Pontificio. |           |           |                |            |            |            |                         |                      |            |            |                              |

## Episcopologio

### Prefectos apostólicos
- Michele Giuseppe Carbone, O.F.M.Cap. † (15 de septiembre de 1894-24 de junio de 1910 falleció)
- Camillo Francesco Carrara, O.F.M.Cap.[nota 3] † (diciembre de 1910-7 de febrero de 1911 nombrado vicario apostólico)

### Vicarios apostólicos

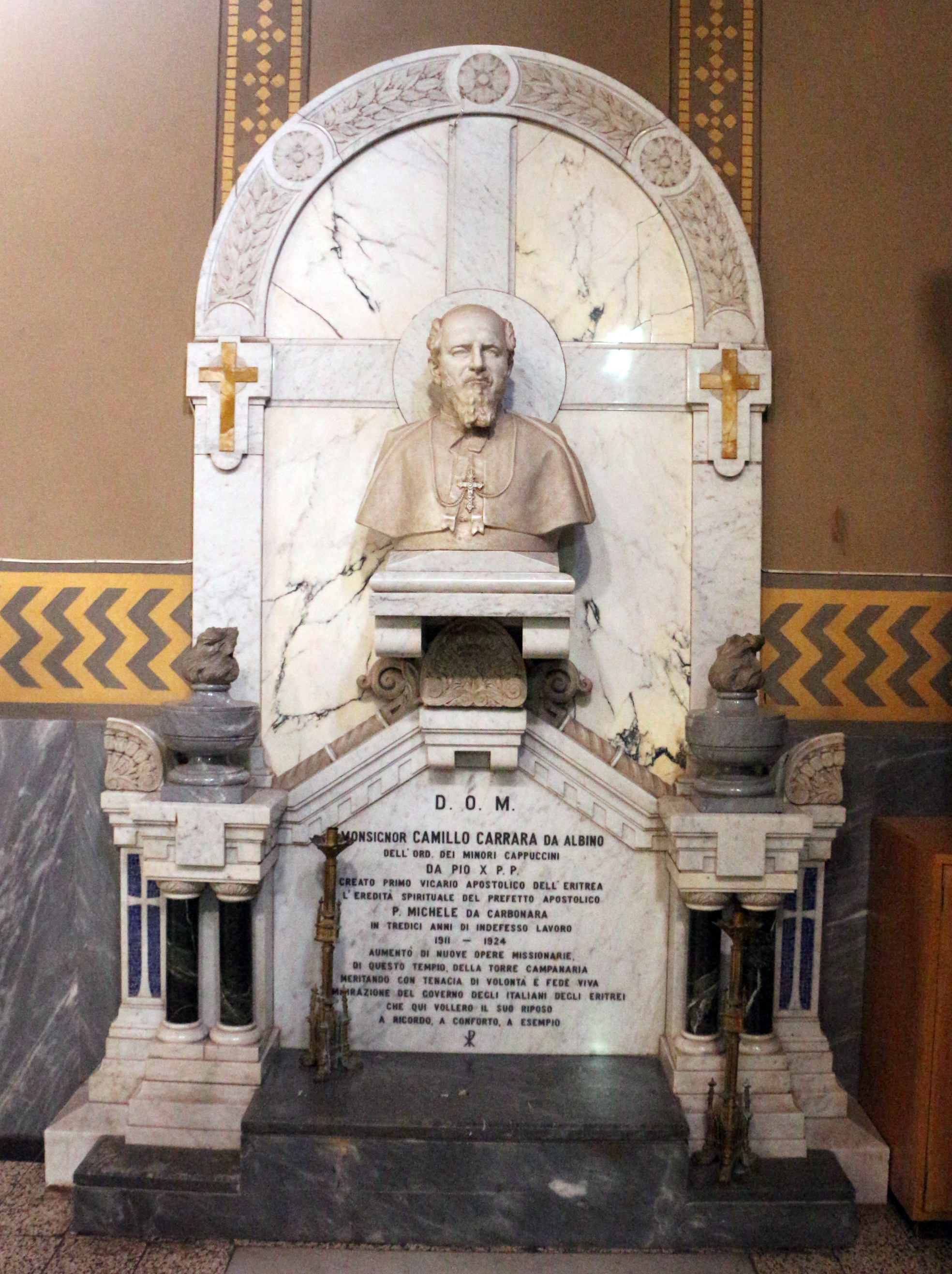
Tumba de Camillo Carrara, primer vicario apostólico de Eritrea, en la iglesia de la Santísima Virgen del Rosario, en Asmara

- Camillo Francesco Carrara, O.F.M.Cap.[nota 4] † (7 de febrero de 1911-15 de junio de 1924 falleció)
- Celestino Annibale Cattaneo, O.F.M.Cap.[nota 5] † (24 de marzo de 1925-3 de marzo de 1936 renunció)
- Giovanni C. Luigi Marinoni, O.F.M.Cap.[nota 6] † (21 de julio de 1936-12 de agosto de 1961 retirado)
- Zenone Albino Testa, O.F.M.Cap.[nota 7] † (12 de agosto de 1961 por sucesión-12 de junio de 1971 renunció)
  - Sede vacante (1971-1995)[nota 8]